# Элдора (Айова)
Элдора (англ. Eldora) — город и административный центр в округе Хардин в штате Айова в Соединённых Штатах Америки.
Согласно результатам переписи населения США, проведённой в 2020 году, число жителей города составляло 2663 человек, что, для такого небольшого населённого пункта, заметно меньше (− 2.5%), чем было во время предыдущей переписи прошедшей в 2010 году (2732 человек).

## История
Город Эльдора был основан в 1853 году. 
1 июля 1895 года поселение было инкорпорировано и включено в реестр штата Айова, благодаря чему некорпоративное сообщество  официально получило статус города («Сity of» / «Town of»).

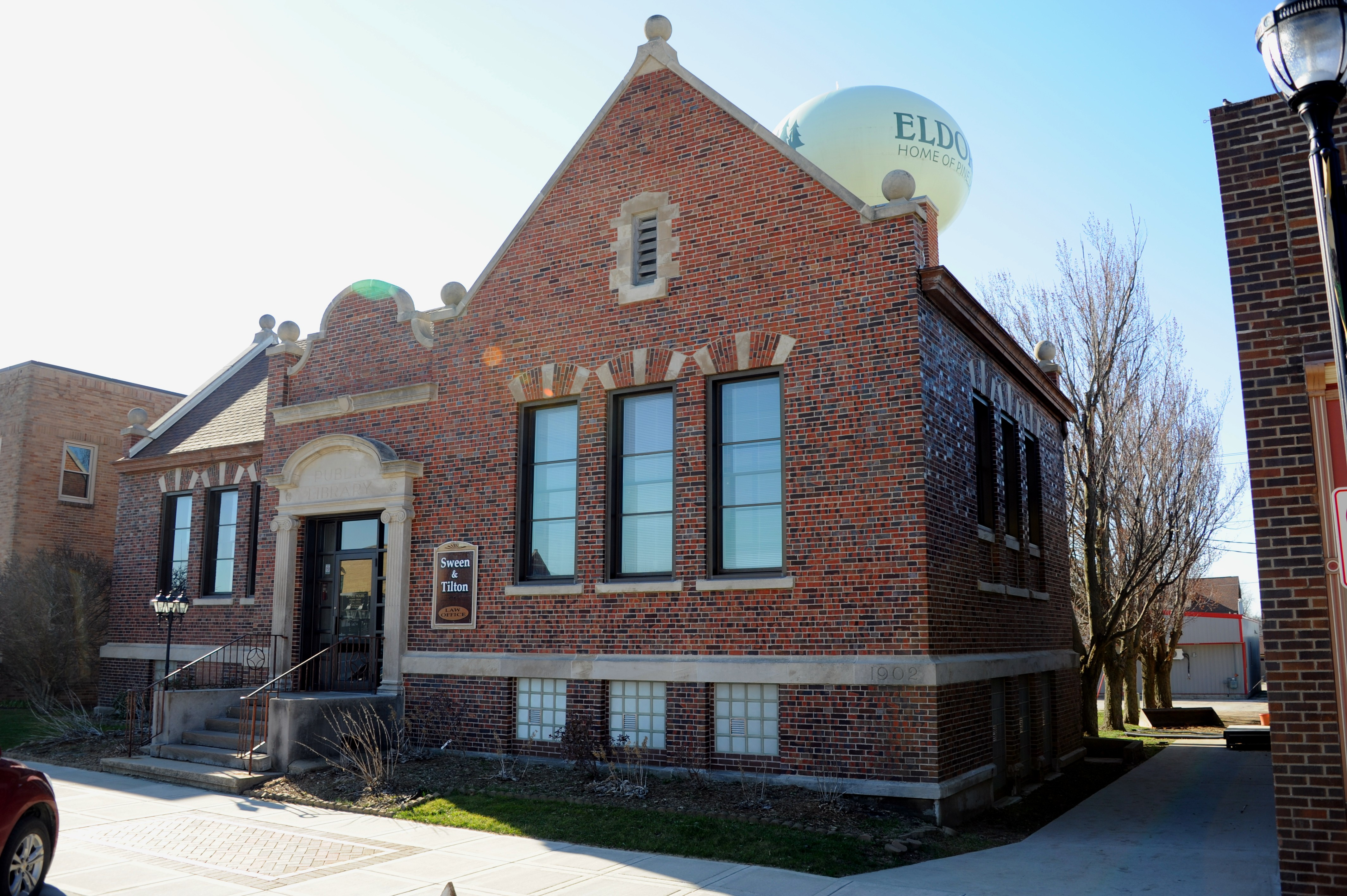
Публичная библиотека Элдоры

По местной легенде, название Eldora городу дала местная мать в честь своей умершей маленькой дочери. Оно происходит от испанского слова, означающего «позолоченная».
В 1894 году в Элдоре открыла свои двери прихожанам Первая конгрегационалистская церковь и в том-же году начала работу публичная библиотека занесённая в 1983 году в Национальный реестр исторических мест США.
Начиная с 1960-х годов, население города Элдор медленно, но верно, по итогам каждой переписи уменьшается.
Город известен натурными съёмками фильма-катастрофы «Смерч», который вышел на большой экран в 1996 году; здесь снималась финальная часть кульминационного торнадо (ныне это частное владение). Картина дважды номинировалась на премию «Оскар» в категории «Лучшие визуальные эффекты» и «Лучший звук», а также выиграла «Золотую малину» в номинации «Худший сценарий со сборами свыше 100 миллионов долларов».

## География
По данным Бюро переписи населения США, общая площадь города составляет 4,33 квадратных мили (11,21 км²) и вся эта территория представляет собой сушу.
Элдора расположена на восточном краю морены Альтмонт, ледниковой морены, которая отмечает восточную границу Де-Мойнского выступа времён Висконсинского оледенения. Город находится к западу от ущелья реки Айова, граничащего с мореной. Здесь река прорезала песчаник, лежащий под мореной.
Недалеко от города расположен Государственный парк Пайн-Лейк.

## Климат
Согласно данным представленным Национальной метеорологической службой США этот регион характеризуется влажным континентальным климатом, характеризующимся значительными сезонными перепадами температур: летом здесь тепло или жарко (часто влажно), а зимой холодно (иногда очень холодно). Во многих районах с таким климатом осадки относительно равномерно распределены в течение года. Согласно классификации климатов Кёппена, этот климат относится к подтипу сокращённо обозначаемому на климатических картах аббревиатурой «Dfa» (континентальный климат с жарким летом).